# Pipistrellus coromandra
Pipistrellus coromandra (Gray, 1838) è un pipistrello della famiglia dei Vespertilionidi diffuso in Asia.

## Descrizione

### Dimensioni
Pipistrello di piccole dimensioni, con la lunghezza della testa e del corpo tra 34 e 49 mm, la lunghezza dell'avambraccio tra 25,5 e 34,3 mm, la lunghezza della coda tra 22 e 39 mm, la lunghezza del piede tra 3,4 e 8 mm, la lunghezza delle orecchie tra 7,1 e 14 mm e un peso fino a 3,4 g.

### Aspetto
Le parti dorsali variano dal castano al bruno-giallastro scuro, mentre le parti ventrali sono più chiare con la base dei peli scura. Il muso è largo, con due masse ghiandolari sui lati. Gli occhi sono piccoli. Le orecchie sono marroni scure, corte, strette, ben separate tra loro, triangolari e con l'estremità arrotondata. Il trago è corto, curvato in avanti e con l'estremità arrotondata. Le membrane alari sono marroni scure. La punta della lunga coda si estende per circa un millimetro oltre l'ampio uropatagio. Il calcar è lungo e provvisto di un piccolo lobo.

### Ecolocazione
Emette ultrasuoni ad alta intensità sotto forma di impulsi a frequenza modulata con massima energia intorno a 40–45 kHz. 

## Biologia

### Comportamento
Si rifugia in gruppi di qualche dozzina di individui negli edifici, cavità degli alberi, tra il denso fogliame e sotto le cortecce esfoliate. L'attività predatoria inizia al tramonto e torna nei ricoveri diurni più volte durante la notte. Il volo è rapido ed altamente manovrato.

### Alimentazione
Si nutre di insetti, particolarmente ditteri, catturati vicino al suolo.

### Riproduzione
Danno alla luce due piccoli alla volta tre volte l'anno.

## Distribuzione e habitat
Questa specie è diffusa in Afghanistan nord-orientale, Pakistan settentrionale, Nepal, negli stati indiani dell'Andhra Pradesh, Arunachal Pradesh, Assam, Bihar, Goa, Gujarat, Jammu e Kashmir, Jharkhand, Karnataka, Madhya Pradesh, Maharashtra, Manipur, Meghalaya, Nagaland, Orissa, Sikkim, Tamil Nadu, Tripura, Uttarakhand, Uttar Pradesh e West Bengal; Bhutan, Bangladesh, Sri Lanka; Car Nicobar, Teressa, Bompuka, Tillangchong, Katchal, Kamorta e Gran Nicobar nelle Isole Nicobare; nella provincia cinese dello Xizang, Myanmar, Vietnam, Laos, Cambogia e Penisola malese.
Vive foreste primarie e secondarie, zone agricole ed aree urbane tra 100 e 2.769 metri di altitudine.

## Conservazione
La IUCN Red List, considerato il vasto areale, la popolazione presumibilmente numerosa, la presenza in diverse aree protette e la tolleranza alle modifiche ambientali, classifica P.coromandra come specie a rischio minimo (Least Concern)).